# The Memory Remains
The Memory Remains è un singolo del gruppo musicale statunitense Metallica, pubblicato l'11 novembre 1997 come primo estratto dal settimo album in studio ReLoad.

## Descrizione
Composta da James Hetfield e Lars Ulrich, il brano parla di una celebrità del passato caduta nell'oblio, che vuole riacquistare fama ma ha cominciato ad impazzire dopo il suo declino. Si dice che vi siano riferimenti impliciti ai film Viale del tramonto (1956) e Gli spostati, con Marilyn Monroe ("Say yes... at least say hello...").
Al brano ha collaborato anche l'attrice e cantante britannica Marianne Faithfull.

## Video musicale
Il videoclip, diretto da Paul Andresen, si basa su un concetto di surrealismo e antigravità. Vengono mostrati i Metallica mentre suonano su una grossa piattaforma mobile che viene ripetutamente fatta roteare su sé stessa. La piattaforma e il gruppo sono in realtà fermi e la stanza, una scatola gigante costruita appositamente, gira attorno ad essi. Viene inoltre mostrata Marianne Faithfull che canta in un corridoio buio e gira la manovella di un organo a rullo.

## Tracce
Testi e musiche di James Hetfield e Lars Ulrich, eccetto dove indicato.
CD singolo – parte 1
1. The Memory Remains – 4:38
2. Fuel for Fire (Work in Progress with Different Lyrics) – 4:41 (James Hetfield, Lars Ulrich, Kirk Hammett)
3. Memory (Demo Version) – 6:41

CD singolo – parte 2
1. The Memory Remains – 4:38
2. The Outlaw Torn (Unencumbered by Manufacturing Restrictions Version) – 10:48
3. King Nothing (Tepid Mix) – 5:07 (James Hetfield, Lars Ulrich, Kirk Hammett)

CD singolo (Giappone)
1. The Memory Remains – 4:38
2. Fuel for Fire (Work in Progress with Different Lyrics) – 4:41 (James Hetfield, Lars Ulrich, Kirk Hammett)
3. King Nothing (Tepid Mix) – 5:07 (James Hetfield, Lars Ulrich, Kirk Hammett)
4. For Whom the Bell Tolls (Haven't Heard It Yet Mix) – 4:40 (James Hetfield, Lars Ulrich, Cliff Burton)
5. Memory (Demo Version) – 6:41
6. The Outlaw Torn (Unencumbered by Manufacturing Restrictions Version) – 10:48

7"
- Lato A

1. The Memory Remains – 4:38

- Lato B

1. For Whom the Bell Tolls (Haven't Heard It Yet Mix) – 4:40 (James Hetfield, Lars Ulrich, Cliff Burton)

## Formazione
Gruppo
- James Hetfield – chitarra, voce
- Lars Ulrich – batteria
- Kirk Hammett – chitarra
- Jason Newsted – basso

Altri musicisti
- Jim McGillveray – percussioni aggiuntive
- Marianne Faithfull – voce aggiuntiva

Produzione
- Bob Rock – produzione
- James Hetfield – produzione
- Lars Ulrich – produzione
- Randy Staub – registrazione, missaggio
- Brian Dobbs – ingegneria del suono aggiuntiva
- Kent Matcke – assistenza tecnica
- Darren Grahn – assistenza tecnica, montaggio digitale
- Gary Winger – assistenza tecnica
- Bernardo Bigalli – assistenza tecnica
- Mike Gillies – montaggio digitale
- Paul DeCarli – montaggio digitale
- Mike Fraser – missaggio
- George Marino – mastering

## Classifiche
| Classifica (1997)             | Posizione massima |
| ----------------------------- | ----------------- |
| Australia                     | 6                 |
| Austria                       | 20                |
| Belgio (Fiandre)              | 28                |
| Canada                        | 4                 |
| Finlandia                     | 1                 |
| Germania                      | 20                |
| Irlanda                       | 13                |
| Italia                        | 8                 |
| Norvegia                      | 3                 |
| Nuova Zelanda                 | 23                |
| Paesi Bassi                   | 15                |
| Regno Unito                   | 13                |
| Spagna                        | 3                 |
| Stati Uniti                   | 28                |
| Stati Uniti (mainstream rock) | 3                 |
| Svezia                        | 4                 |
| Svizzera                      | 30                |